# Stadion SOSiR w Słubicach
Stadion Słubickiego Ośrodka Sportu i Rekreacji Sp. z o.o. w Słubicach (do 1945 r. jako niem. Ostmarkstadion, potem m.in. od 1978 do marca 2012 roku – Stadion Ośrodka Sportu i Rekreacji; potocznie, choć historycznie nieprawidłowo – Stadion Olimpijski) – kompleks sportowy w Słubicach budowany w latach 1914-1927, a następnie parokrotnie odnawiany. Podlega nadzorowi Lubuskiego Konserwatora Zabytków, a jego walory historyczne wymienione są w wielu dokumentach samorządowych (m.in. w Strategii Rozwoju Gminy na lata 2007-2013 oraz w Lokalnym Programie Rewitalizacji na lata 2010-2013).
Znajduje się na 16-hektarowym terenie należącym do Słubickiego Ośrodka Sportu i Rekreacji. Jest to obecnie jeden z najstarszych stadionów w Europie Środkowej. Jeszcze do wiosny 2013 roku, kiedy został usunięty, na terenie stadionu wznosił się były pomnik przyrody dąb szypułkowy o obwodzie 350 cm i wysokości 15 m, rosnący tu jeszcze przed samą budową stadionu (tzw. „dąb Victora von Podbielskiego”).
Ze stadionu korzystają zawodnicy Miejskiego Klubu Sportowego Polonia Słubice oraz klubu lekkoatletycznego LKS Lubusz Słubice, m.in. medalista mistrzostw świata i halowy mistrz Europy Paweł Czapiewski.

## Położenie
Stadion położony jest przy ulicy Sportowej w Słubicach, w południowej części miasta. Obiekt od południa, wschodu i zachodu okala Park Rozrywki i Rekreacji wraz z cmentarzem komunalnym, a od północy zespół czterech boisk do piłki nożnej z parkingiem. Nieopodal, na zachód od stadionu, przebiega ulica 1 Maja, która stanowi część drogi krajowej nr 29.

## Podległość organizacyjna stadionu
- 1927-1945: miasto Frankfurt nad Odrą
- 1966: Powiatowy Komitet Kultury Fizycznej i Turystyki w Słubicach (PKKFiT)[6]
- Powiatowy Ośrodek Sportu, Turystyki i Wypoczynku w Słubicach (POSTiW)
- Lubuski Ośrodek Sportu, Turystyki i Wypoczynku (LOSTiW)
- 1974-1975: Lubuskie Przedsiębiorstwo Gospodarki Turystycznej „Lubtour” w Zielonej Górze
- 1976-1978: Gorzowskie Przedsiębiorstwo Turystyczne „Warta Tourist”
  - 1976-1978 prezes Marian Wojewódzki
- 1978-2012: Ośrodek Sportu i Rekreacji w Słubicach (OSiR)
  - 1978-1981 dyrektor Romuald Kaznocha
  - dyrektor Edward Chiliński
  - 2003-2008 dyrektor Mirosław Wrzesiński
  - 2008-2012 dyrektor Ryszard Chustecki
- od marca 2012: Słubicki Ośrodek Sportu i Rekreacji Sp. z o.o. w Słubicach (SOSiR)
  - 2012-2020 prezes Zbigniew Sawicki
  - od września 2020 prezes Krzysztof Murdza

## Historia
Budowa Ostmarkstadion na terenie prawobrzeżnej części Frankfurtu – Dammvorstadt, czyli późniejszych Słubic, została przeprowadzona w latach 1914-1927 głównie przez jeńców armii rosyjskiej wziętych do niewoli podczas I wojny światowej. Wcześniej w tym miejscu znajdowała się żwirownia. Projektant kompleksu Otto Morgenschweis ściśle wzorował się na planie Stadionu Niemieckiego (Deutsches Stadion) w Berlinie, działającego w latach 1913-1934, a także budynku arkadowego nieistniejącego już amfiteatru w Akwizgranie.
W dniach 14-22 czerwca 1924 r. na pobliskich polach, obecnie boiskach bocznych, odbyły się Targi Rzemieślniczo-Rolnicze Marchii Wschodniej (Ostmarkschau für Gewerbe und Landwirtschaft, OGELA), w których uczestniczyło 100 tys. ludzi. W 1927 r. do stadionu przedłużono linię tramwajową „2”.
Inauguracja całego kompleksu sportowego miała miejsce 27 maja 1927 roku. W dniach 4-7 lipca 1930 roku na stadionie odbyły się 24. Brandenburskie Zawody Gimnastyczne (24. Brandenburgisches Kreisturnfest), podczas których padł prawdopodobnie historyczny rekord frekwencji.
22 kwietnia 1932 roku na specjalnym podeście rozłożonym na płycie głównej stadionu przemawiał Adolf Hitler – krótko po przegranych wyborach prezydenckich, jednak jeszcze przed objęciem władzy kanclerskiej.
W czerwcu 1933 r. na stadionie odbył się wiec oddziałów szturmowych lokalnej NSDAP – Sturmabteilung (SA).

## Współczesność
W maju 1945 r. stadion jak i prawobrzeżna część Frankfurtu nad Odrą Dammvorstadt, w której ulokowany był stadion, przeszły w granice Polski jako samodzielne miasto Słubice.
W 1995 r. po raz pierwszy w historii na obiekcie odbyły się mecze na szczeblu centralnym Pucharu Polski, w których udział wzięła Polonia Słubice. Klub na inaugurację rozgrywek wygrał walkowerem mecz z Lechią Zielona Góra, goście nie dojechali na mecz a stadion zgromadził prawdopodobnie rekordową frekwencję okresu powojennego, tj. ok. 5000 widzów. Natomiast w 1996 roku obiekt po raz pierwszy w historii zagościł na szczeblu centralnym rozgrywek piłkarskich w Polsce. Dzięki awansowi wywalczonemu przez Polonię Słubice na stadionie odbywały się w latach 1996-2000, a później 2003-2010 mecze III ligi (od 2008 roku II ligi).
W 2003 r. stadion OSiR w Słubicach przeszedł gruntowny remont. 18 września 2006 r. na stadionie odbyły się III Wojewódzkie Młodzieżowe Zawody Sportowo-Pożarnicze według CTIF. W zawodach brało udział 21 drużyn chłopców i 20 drużyn dziewcząt, łącznie 41 drużyn MDP. 26 maja 2007 ze stadionu OSiR w Słubicach wystartował „Kwietny Bieg” dookoła Polski dla uczczenia I wizyty Papieża Jana Pawła II w Polsce. 10 czerwca 2007 roku: na stadionie OSiR w Słubicach odbył się festyn rowerowy zorganizowany w ramach projektu "Górzyca – Kłopot. Transgraniczny szlak rowerowy Odra – Nysa".

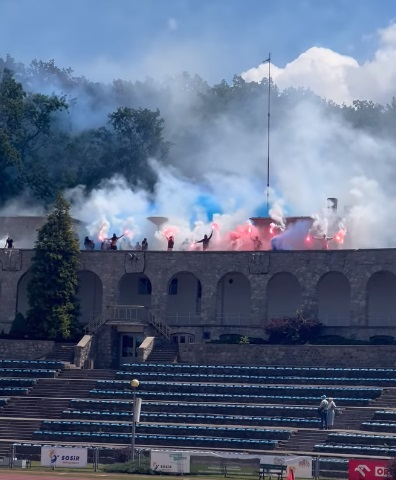
Arkady stadionu wykorzystane w oprawie kibiców Polonii Słubice

17 czerwca 2007 roku na stadionie odbył się mecz finałowy Pucharu Polski na szczeblu Lubuskiego Związku Piłki Nożnej pomiędzy Stilonem Gorzów a Lechią Zieloną Góra. Mecz zakończył się zwycięstwem Lechii 2:0 przy frekwencji ok. 500 widzów.
W dniach 29-30 września 2007 r. na stadionie OSiR w Słubicach odbył się Mały Memoriał Janusza Kusocińskiego. 16 października 2008 r. na stadionie OSiR został rozegrany mecz towarzyski Polska U-16-Dania U-16, który wygrała reprezentacja Polski 3:1.
W 2009 r. odbył się remont jednego z boisk treningowych, które zostało wyposażone w sztuczną murawę, oświetlenie 4-masztowe oraz trybunę na 336 widzów.
Wiosną 2011 roku wskutek oficjalnego nakazu rozbiórki od inspektora budowlanego Ośrodek Sportu i Rekreacji wyburzył zabytkową kładkę prowadzącą z boisk bocznych na płytę główną stadionu. Jak się potem okazało, kładka była zaniedbana przez zarządcę a ostatnią bieżącą konserwację przeprowadzono ok. 1986 r..
30 czerwca 2011 r. Rada Miejska w Słubicach podjęła uchwałę o komercjalizacji zakładu budżetowego Ośrodek Sportu i Rekreacji w Słubicach w Słubicki Ośrodek Sportu i Rekreacji Sp. z o.o. W grudniu 2011 r. w miejscu wyburzonej historycznej kładki stadionowej OSiR zawiesił tablicę pamiątkową o treści: „Historyczny wiadukt przy ul. Sportowej w Słubicach. Powstał w celu połączenia głównego kompleksu Stadionu Wschodniomarchijskiego z tzw. polami OGELA. Uroczyste otwarcie nastąpiło w czerwcu 1922” (data błędna, w rzeczywistości kładka powstała w roku 1924, a stadion uroczyście odsłonięto w maju 1927 r.).
W marcu 2012 roku zakład budżetowy Gminy Słubice – Ośrodek Sportu i Rekreacji (OSiR) w Słubicach został przekształcony w Słubicki Ośrodek Sportu i Rekreacji Sp. z o.o. (SOSiR), dzięki czemu zyskał osobowość prawność i samodzielność budżetową. 27 czerwca 2013 r. doszło do połączenia SOSiR ze Słubickim Centrum Wspierania Inwestycji Sp. z o.o. (SCWI).

## Pamięć i ochrona prawna
Od kwietnia do czerwca 2012 na Europejskim Uniwersytecie Viadrina we Frankfurcie nad Odrą przy wsparciu Deutsches Kulturforum östliches Europa e.V. z siedzibą w Poczdamie odbyło się seminarium naukowe na temat historii stadionu w Słubicach.
W czerwcu 2012 przy wejściu bocznym na stadion od strony Hotelu Sportowego zawisła dwujęzyczna tablica informacyjna na temat historii obiektu, której fundatorem została gmina Słubice.
W marcu 2013 miłośnicy lokalnej historii wystąpili do konserwatora zabytków o wpisanie stadionu SOSiR
w Słubicach do rejestru zabytków województwa lubuskiego. 
Zaproponowane postępowanie zostało wszczęte 25 czerwca 2013 z urzędu przez Wojewódzki Urząd Ochrony Zabytków w Zielonej Górze, a 9 lipca 2013 odbyła się wizja lokalna z udziałem wszystkich zainteresowanych. W październiku 2013 specjalistyczną opinię w postępowaniu sporządził prof. UKSW dr hab. Jakub Lewicki, który zalecił szeroką ochronę prawną całego kompleksu stadionowego, gdyż całe założenie przestrzenne według projektu Otto Morgenschweisa stanowi autonomiczną jedność o ponadlokalnych wartościach zabytkowych (historycznych, naukowych i architektonicznych).
Opinię prof. Lewickiego podzielili inni specjaliści tematu, m.in. prof. Agnieszka Zabłocka-Kos z Instytutu Historii Sztuki Uniwersytetu Wrocławskiego, Stowarzyszenie Lubuski Krajobraz Kulturowy, czy Fundacja "Dla Dziedzictwa" w Opolu. Podczas debaty publicznej 11 grudnia 2013 Lubuska Konserwator Zabytków dr Barbara Bielinis-Kopeć zdementowała obawy lokalnego środowiska sportowego, jakoby wpis do rejestru mógłby zablokować rozwój ośrodka sportu, czy wykluczał przeprowadzenie nowych inwestycji sportowych na terenie ośrodka.
Stadion został wpisany do rejestru zabytków województwa lubuskiego w dniu 16.06.2014 r. pod numerem L-654/A.

## Inne obiekty
Oprócz stadionu słubicki SOSiR Sp. z.o. posiada inne zaplecze, tj.:
- hotel "Sportowy",
- całoroczny camping,
- kompleks gastronomiczny),
- zespół otwartych basenów,
- 4 treningowe boiska piłkarskie,
- 2 korty tenisowe z mineralną nawierzchnią,
- sala gimnastyczna z siłownią i sauną,
- zespół odnowy biologicznej oraz strzelnica sportowo-kulowa,
- hala sportowa przy ul. Piłsudskiego.

## Mecze reprezentacji Polski
| Rodzaj spotkania             | Data spotkania              | Rywal Polski | Frekwencja | Wynik meczu | Strzelcy bramek dla Polski                              |
| ---------------------------- | --------------------------- | ------------ | ---------- | ----------- | ------------------------------------------------------- |
| Turniej czterech państw U-18 | 14 lipca 1980, 17:30        | Norwegia     | 5000       | 1:0 (0:0)   | Dariusz Dziekanowski                                    |
| MT U-16                      | 1 kwietnia 2004, 15:00      | Szwajcaria   | 1500       | 1:1 (0:1)   | Tomasz Cywka                                            |
| MT U-16                      | 16 października 2008, 12:00 | Dania        | 1500       | 3:1 (2:0)   | Mateusz Lewandowski, Arkadiusz Serafin, Mateusz Krawiec |
| MT U-15                      | 13 maja 2010, 17:00         | Niemcy       | 1000       | 3:2 (1:0)   | Mariusz Stępiński, Adrian Cierpiela, Karol Żwir         |
| MT U-15 kobiet               | 22 czerwca 2011, 11:00      | Niemcy       | 200        | 1:4 (0:2)   | Dżesika Jaszek                                          |

## Galeria

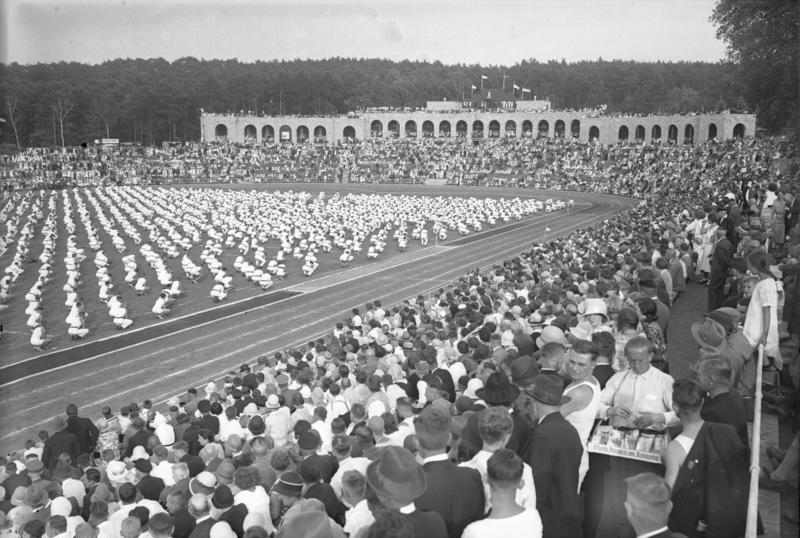
Zawody gimnastyczne w 1930 r.
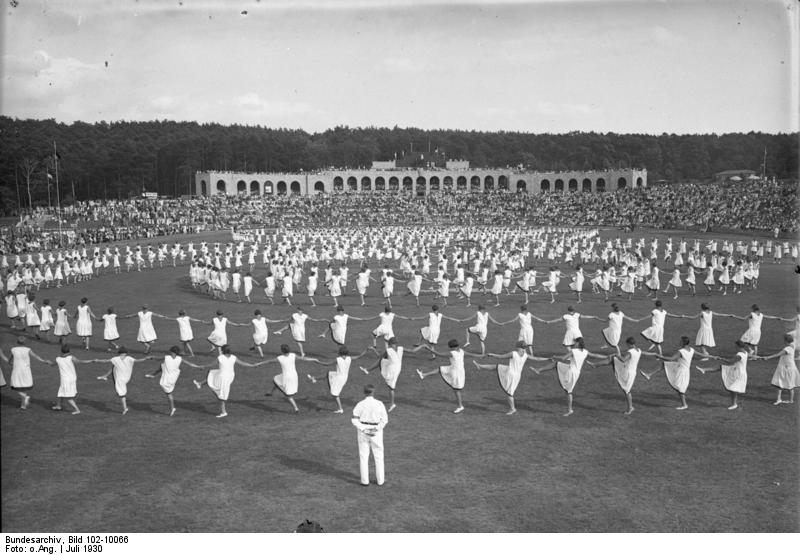
Zawody gimnastyczne w 1930 r.
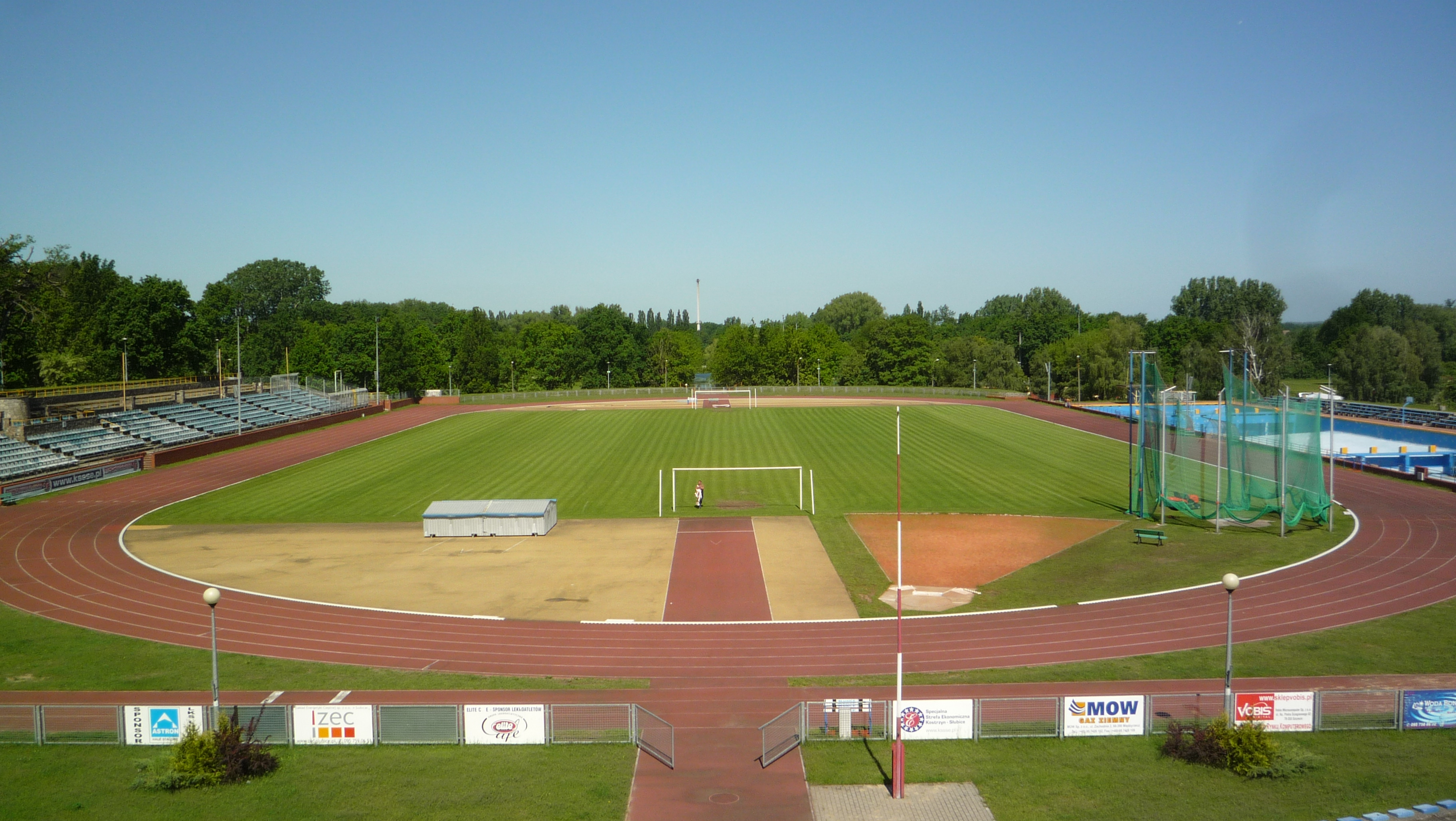
Murawa i bieżnia tartanowa
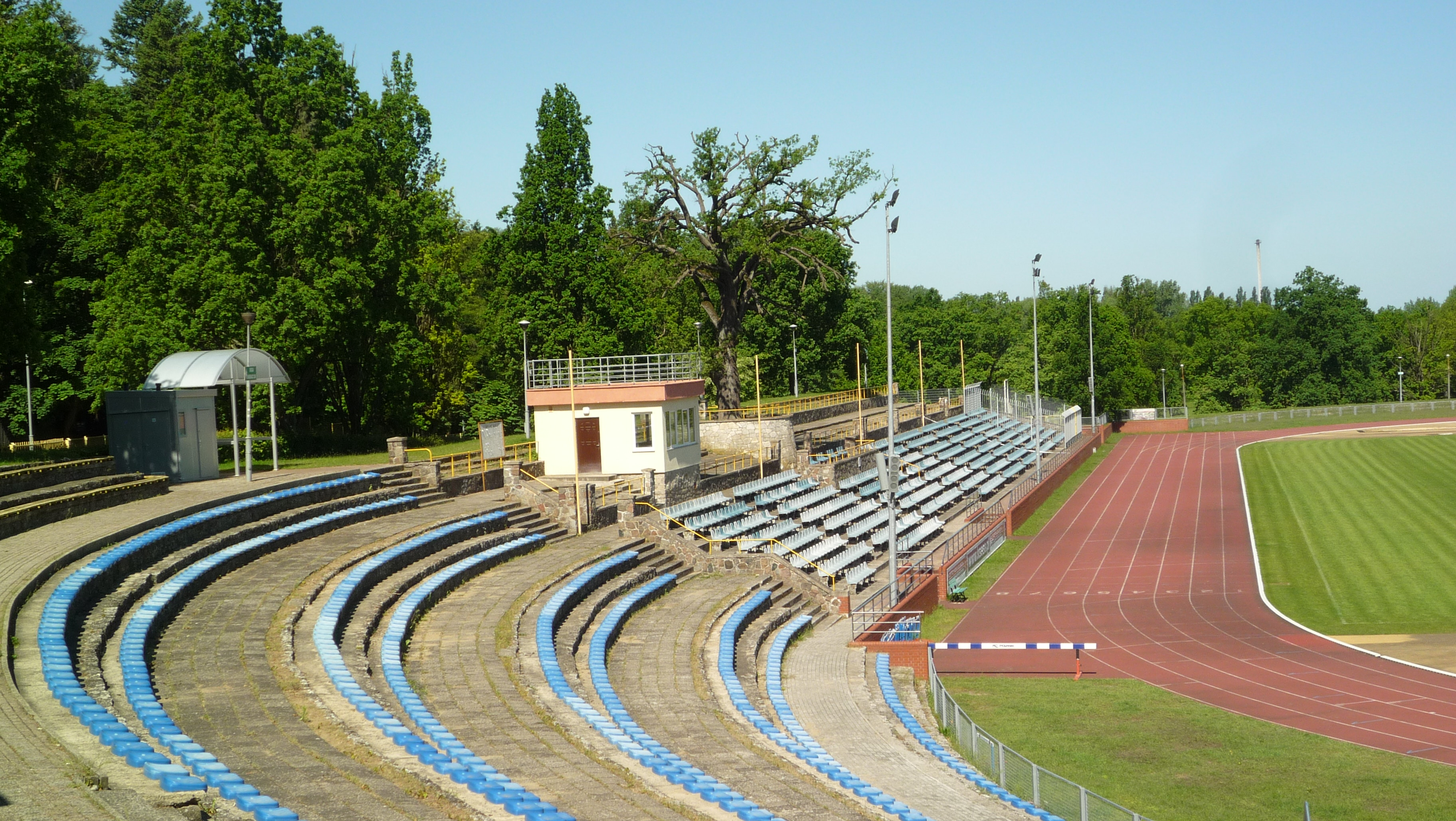
Lewy luk trybuny południowej, trybuna zachodnia i budka spikerska. W tle dąb, który w okresie nosił imię Victora von Podbielskiego